# Paracapnia angulata
Paracapnia angulata är en bäcksländeart som beskrevs av Paul E. Hanson 1961. Paracapnia angulata ingår i släktet Paracapnia och familjen småbäcksländor. Inga underarter finns listade i Catalogue of Life.